# يوهان أولاف كوس
يوهان أولاف كوس (Johann Olav Koss) هو لاعب أولمبي لرياضة تزلج سريع من النرويج. شارك في الأولمبياد الشتوي في 1992–1994، وفاز بما مجموعه 5 ميداليات.

## الميداليات
| ذهب | فضة | برونز | المجموع |
| 4   | 1   | 0     | 5       |

## روابط خارجية
- يوهان أولاف كوس على موقع IMDb (الإنجليزية)
- يوهان أولاف كوس على موقع الموسوعة البريطانية (الإنجليزية)
- يوهان أولاف كوس على موقع إن إن دي بي (الإنجليزية)
- يوهان أولاف كوس على موقع ديسكوغز (الإنجليزية)
- يوهان أولاف كوس على موقع SpeedSkatingBase.eu (الإنجليزية)
- يوهان أولاف كوس على موقع SpeedSkatingNews.info (الإنجليزية)
- يوهان أولاف كوس على موقع SpeedSkatingStats.com (الإنجليزية)
- يوهان أولاف كوس على موقع اللجنة الأولمبية الدولية (الإنجليزية)
- يوهان أولاف كوس على موقع أوليمبيديا (الإنجليزية)